# Heinrich Grenser
Pour les articles homonymes, voir Grenser.
Johann Heinrich Wilhelm Grenser (né le 5 mars 1764 à Lipprechtsroda (Thuringe) ; décédé le 12 décembre 1813 à Dresde) était un facteur allemand d'instruments à vent de la famille des bois exerçant de la fin du XVIIIe siècle au début du XIXe siècle.

## Biographie
Le père de Heinrich Grenser est Johann Friedrich Grenser, frère cadet du célèbre flûtiste et facteur de bois Karl Augustin I Grenser (connu également sous le nom d'August Grenser). Heinrich a été apprenti de 1779 à 1786 à Dresde chez son oncle Karl Augustin Grenser, qui deviendra son beau-père. En 1789, Heinrich Grenser épouse la fille d’August, Henriette Regina Grenser.
En 1796, il reprend finalement l'entreprise familiale. Plus tard, comme son oncle, il portera le titre de « facteur d'instruments de la cour ». Son fils Heinrich Otto Grenser a ensuite repris l'entreprise, qui a continué à exister sous le nom de « Grenser & Wiesner » jusqu'au milieu du XIXe siècle.
Dès 1793, Grenser invente une clarinette basse en forme de basson à huit clefs. 
« Allen Kennern und Liebhabern der Musik mache ich hiermit bekannt: daß ich ein Instrument erfunden, dem ich den Namen eines Clarinettenbasses beygelegt habe. Es hat dieses Instrument einen schönen und zugleich starken Ton, geht herunter bis ins tiefe H. Jede Oktave kann man 4mal, H und C aber 5mal angeben. Derjenige, der Clarinette oder Bassethorn spielet, kann dieses Instrument sogleich regieren. Der Beyfall, den es gefunden, hat mich bewogen, es anzukündigen, und mich einem musikalischen Publiko hiedurch gehorsamst zu empfehlen, zugleich auch allen, die ein dergleichen oder andere Instrumente erhalten wünschen sollten, die prompteste und genaue Bedienung zu versichern. Ich werde mich bemühen, durch jedes von mir verlangte Instrument des mir gegönnten Zuspruches mich würdig zu machen, da ich nicht nur ein Schüler des von einem verehrungswürdigen musikalischen Publiko sehr wohl aufgenommenen Instrumentenmachers, meines jetzigen Schwiegervaters, Herrn Augustin Grenser, bin, sondern auch seit verschiedenen Jahren schon mit ihm in Compagnie stehe. Dresden, am 19ten December 1793, Heinrich Grenser, Instrumentenmacher. »
— Heinrich Grenser, 19 décembre 1793. Annonce vue dans K.K. Prager Oberpostamtszeitung LXXVIII (30 septembre 1794), supplément.

« Je fais savoir par la présente à tous les connaisseurs et amateurs de musique que j'ai inventé un instrument auquel j'ai donné le nom de  clarinette basse. Cet instrument a un son à la fois beau et fort, qui descend jusqu'au si grave. Chaque octave peut être répliquée quatre fois, mis à part le si et l’ut qui peuvent l’être cinq fois. Celui qui joue de la clarinette ou du cor de basset peut tout de suite maîtriser cet instrument. L'accueil qui lui a été réservé m'a incité à l'annoncer et à me recommander ainsi vivement à un public de musiciens, tout en assurant à tous ceux qui souhaiteraient obtenir un tel instrument ou d'autres, le service le plus prompt et le plus exact. Je m'efforcerai de me rendre digne de l'éloge qui m'est accordé par tout instrument que l'on me demandera, car non seulement je suis l'apprenti du facteur d'instruments et mon beau-père actuel, M. Augustin Grenser, qui est très bien vu par le respectable public musical, mais j’ai également été son adjoint en affaires pendant plusieurs années. Dresde, le 19 décembre 1793, Heinrich Grenser, facteur d'instruments de musique. »
— 19 décembre 1793. Annonce vue dans K.K. Prager Oberpostamtszeitung LXXVIII (30 septembre 1794), supplément.
En 1808, il améliore le cor de basset, très populaire à l'époque, en le rendant droit au lieu d'être courbé, comme c'était la coutume jusqu'alors, et l'équipe également de 16 clés, ce qui permet, entre autres, de jouer de façon chromatique jusqu'au do grave. Cette amélioration du cor de basset signe l'invention de la clarinette alto (en fa)  attribuée aux travaux communs d'Iwan Müller et d'Heinrich Grenser ,,. Müller jouait sur une clarinette alto en fa en 1809 avec seize clefs.
Plus de 120 instruments de Heinrich Grenser ont survécu jusqu'à nos jours, dont une  clarinette basse (Clarinette-Fagotte) à huit clefs construite à Dresde en 1793 (au musée de la musique de Stockholm), de nombreux bassons, au moins un contrebasson, des flûtes traversières, des hautbois, des clarinettes et plusieurs cors de basset.
« Avec la mode croissante des ensembles d'Harmoniemusik, ainsi que des fanfares militaires, la demande d'instruments à vent augmente rapidement vers la fin du XVIIIe siècle et l'atelier des Grenser produit une grande variété de bois de toutes sortes, y compris des clarinettes, des cors de basset, des clarinettes basses, des hautbois, des cors anglais, des hautbois d'amour, en plus des flûtes, des bassons, des fagottini et des contrebassons, selon une liste compilée par Philipp Young,. »
Après la mort de Heinrich Grenser en 1813, sa femme Caroline Grenser épousa en 1817 le compagnon d'atelier Samuel Gottfried Wiesner (1791-1868), qui reprit l'entreprise et perpétua la tradition des instruments distinctifs avec les marquages "GRENSER & WIESNER" puis "WIESNER" à  partir de la première moitié du XIXe siècle. Wiesner a commencé à travailler à l'atelier en 1811 et a pris la tête de l'entreprise à partir de 1813, ne recevant sa propre concession qu'en 1826, lorsqu'il a enfin été officiellement autorisé à utiliser son seul nom de fabricant. Il se peut qu'il ait déjà omis le nom de Heinrich Grenser sur les poinçons après 1822, date du décès de Caroline, selon la correspondance commerciale.